# Komura Settai
 (décembre 2022).
Komura Settai (小村雪岱 ()), né  à Shinagawa en mars 1887 à Kawagoe et mort en octobre 1940, est un artiste et peintre japonais appartenant à l’école Shin-Hanga.

## Biographie
Komura Settai naît en 1887 à Kawagoe, dans la préfecture de Saitama. À Tokyo. Il étudie la peinture auprès de Araki Kampo (de) puis de Shimomura Kanzan. Il sort diplômé de l'École des Beaux-Arts de Tokyo en 1908.
Son style, très influencé par celui de Suzuki Harunobu, associe les techniques traditionnelles de l'ukiyo-e des inspirations modernistes et minimalistes. Ses illustrations d'un feuilleton publié dans le Tokyo asahi shinbun, Osen de Kunieda Kanji rencontrent un vif succès en 1933. C'est cependant après sa mort que la plupart de ses estampes sont publiées, par les imprimeurs Takamizawa et Adachi.
Il meurt en l'an 15 de l'ère Shōwa (1940) à l'âge de 54 ans d'une hémorragie cérébrale. Il est enterré au temple Myōkō (ja) de l'arrondissement de Setagaya, à Tokyo.

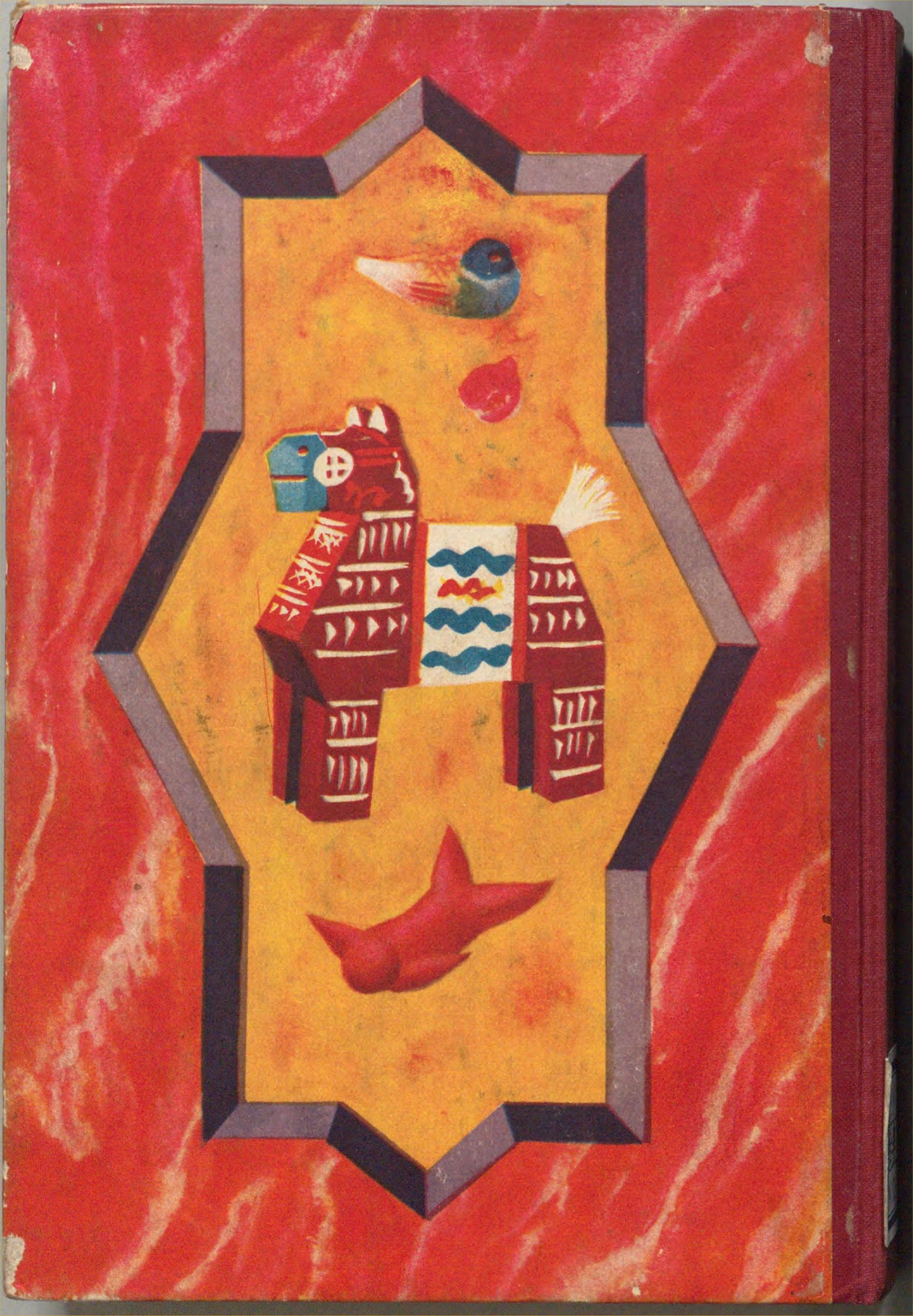
(1927)
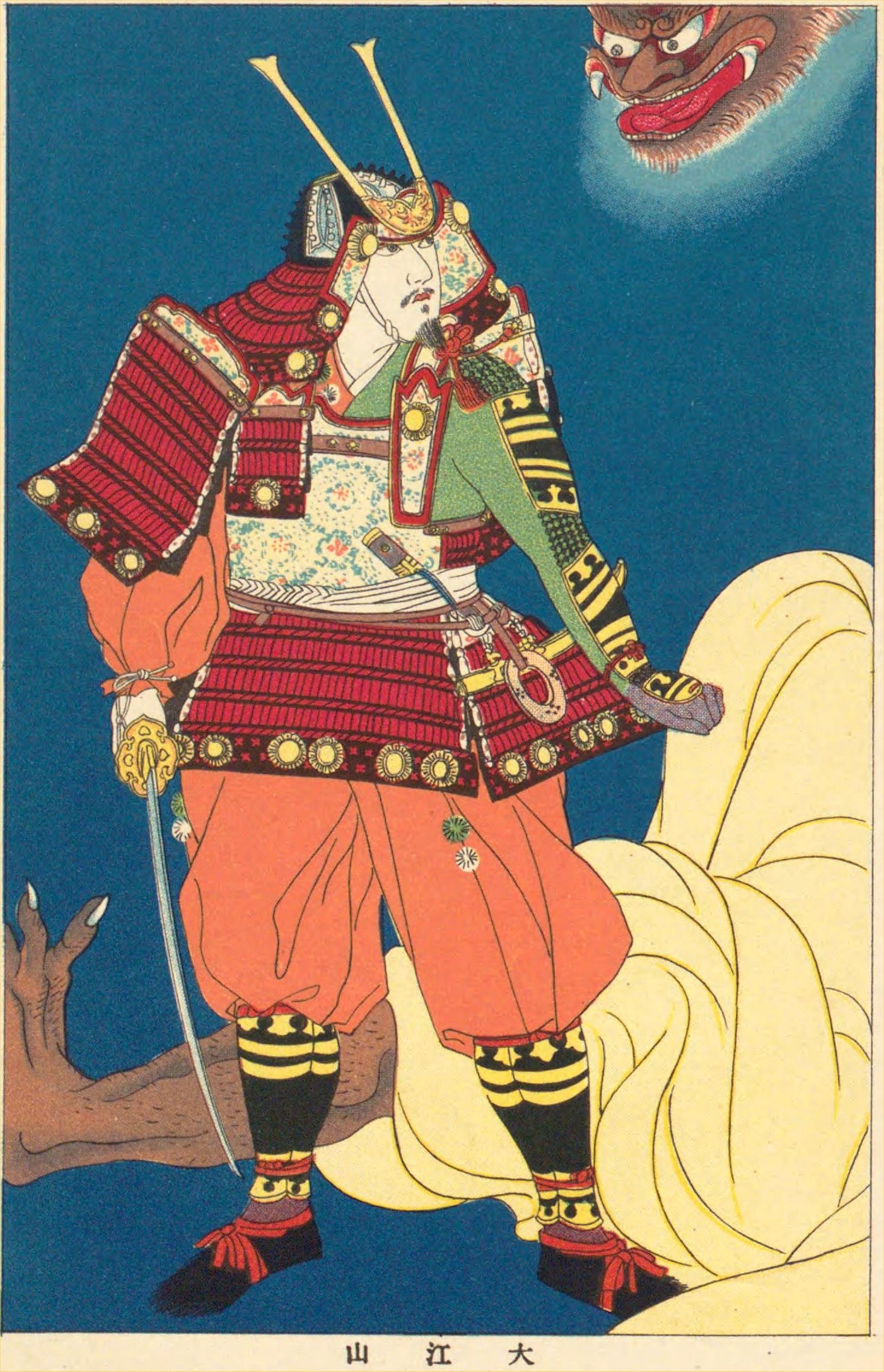
(1927)
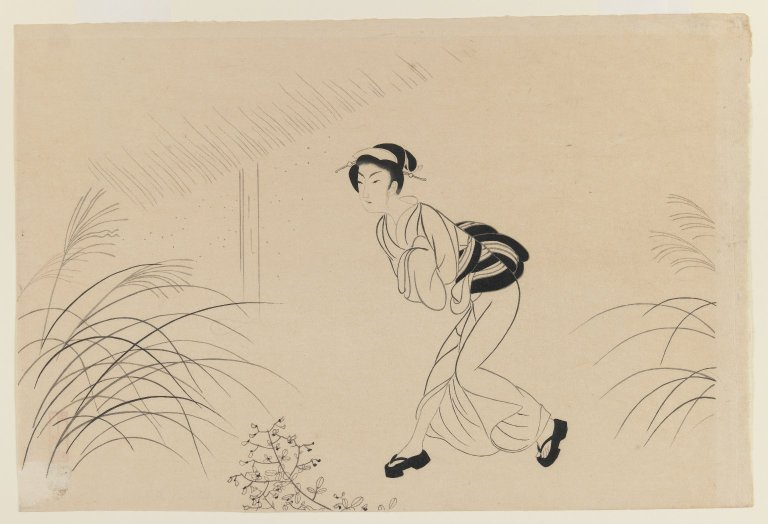
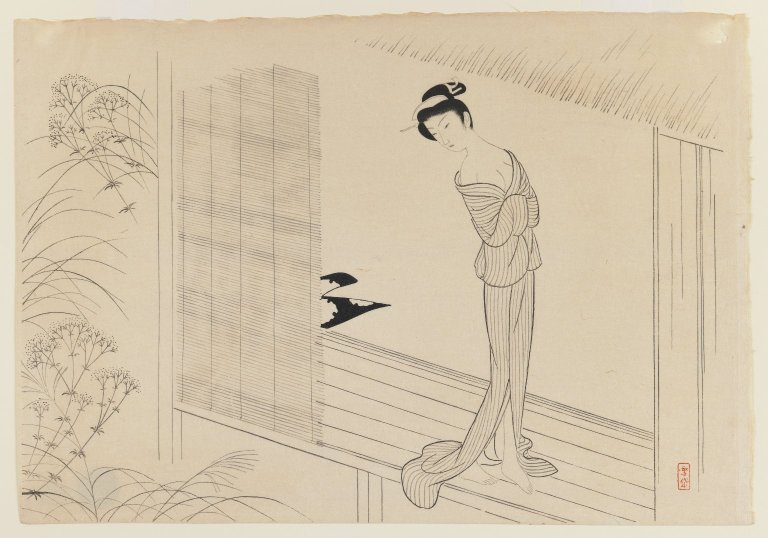